# Hamza Koutoune
Hamza Koutoune, né le 17 septembre 2006 à Casablanca (Maroc), est un footballeur marocain jouant au poste de défenseur central à l'OGC Nice.

## Biographie

### En club
En février 2023, il prend part au tournoi Mohammed VI  de la catégorie U19 en tant que gardien titulaire. Dans la phase de groupe, il est titularisé face à l'Olympique de Marseille et Rangers FC. Il parvient à éliminer le PSV Eindhoven en quarts de finale. L'Académie Mohammed VI est éliminé en demi-finale du tournoi après une séance de penaltys face à l'AS Génération Foot, vainqueurs du tournoi en finale face au Fath US,. Koutoune et l'Académie disputent le match de la troisième place face au RC Strasbourg (défaite, 0-1).

### En sélection
Hamza Koutoune est international marocain en équipes de jeunes, étant sélectionné pour la première fois par Saïd Chiba avec les moins de 17 ans pour le championnat arabe de football des moins de 17 ans qui a lieu en Algérie. Titulaire dans tous les matchs disputé, il atteint la finale de la compétition contre l'Algérie -17 ans, sorti après une défaite sur séance de penaltys après un match nul à Oran,. Quelques secondes après le sacre de l'Algérie, une altercation éclate entre les joueurs algériens et marocains, provoquant un buzz dans la presse internationale,. Quelques semaines plus tard, la Fédération royale marocaine de football dépose un recours à la FIFA contre l'agression des joueurs marocains.
En novembre 2022, il dispute le tournoi de l'UNAF et remporte la compétition après trois victoires : face à la Tunisie -17 ans (victoire, 2-0), la Libye -17 ans (victoire, 1-0) et l'Égypte -17 ans (victoire, 2-1), assurant ainsi une place à la CAN U17.
Koutoune est rappelé en sélection des moins de 17 ans à l'occasion de la CAN des moins de 17 ans qui a lieu au printemps 2023 en Algérie,, dans un contexte de fortes tensions et incertitudes liées aux relations compliquées entre les deux voisins maghrébins,. Titulaire tout du long de la compétition, il se qualifie pour la Coupe du monde grâce à une victoire de 3-0 contre l'Algérie. Il s'impose ensuite en demi-finale face au Mali pour atteindre la finale du tournoi,.Titulaire également en finale de la compétition face au Sénégal, il marque le premier but du match sur une tête, avant que les Sénégalais reviennent au score à Alger (défaite, 2-1),.
Se préparant pour la Coupe du monde U17, il reçoit sa première sélection avec le Maroc -18 ans en octobre face à l'Angleterre -18 ans (défaite, 1-0). Le 23 octobre 2023, il est sélectionné sur la liste définitive de Saïd Chiba pour la Coupe du monde U17 en Indonésie. Il est éliminé en quarts de finale de la compétition, battu par le Mali -17 ans sur le score de 0-1.

## Statistiques
| Saison                | Club                  | Championnat           | Championnat | Championnat | Championnat | Coupe(s) nationale(s) | Coupe(s) nationale(s) | Coupe(s) nationale(s) | Compétition(s) continentale(s) | Compétition(s) continentale(s) | Compétition(s) continentale(s) | Compétition(s) continentale(s) | Total | Total | Total |
| Saison                | Club                  | Division              | M.          | B.          | P.d.        | M.                    | B.                    | P.d.                  | Comp.                          | M.                             | B.                             | P.d.                           | M.    | B.    | P.d.  |
| 2025-2026             | OGC Nice              | Ligue 1               | -           | -           | -           | -                     | -                     | -                     | C1                             | 1                              | 0                              | 0                              | 1     | 0     | 0     |
| Total sur la carrière | Total sur la carrière | Total sur la carrière | 0           | 0           | 0           | 0                     | 0                     | 0                     | -                              | 1                              | 0                              | 0                              | 1     | 0     | 0     |

## Palmarès

### En sélection
- Maroc -17 ans
  - Championnat arabe des nations
    -  Finaliste en 2022[26]

  - Tournoi de l'UNAF (1)
    -  Champion en 2022

  - Coupe d'Afrique des nations
    -  Finaliste en 2023

- Maroc -20 ans
  - Championnat d'Afrique du Nord des nations
    -  Champion en 2024[27]

  - Coupe d'Afrique des nations
    -  Finaliste en 2025

### Distinctions individuelles
- 2025 : Dans l'équipe-type de la CAN U20[28],[29],[30]